# روگال
روگال (کره‌ای: 루갈; لاتین‌نویسی اصلاح‌شده: Rugal) یک مجموعهٔ تلویزیونی کره جنوبی سال ۲۰۲۰ با بازی چوی جین-هیوک، پارک سونگ وونگ، جو دونگ هیوک، جونگ هه-این، کیم مین-سانگ، هان جی-وان و پارک سون-هو است. این مجموعه بر پایهٔ وب‌تونی با همین نام اثر رل. مه است و از ۲۸ مارس تا ۱۷ مه ۲۰۲۰ در کره جنوبی از اوسی‌ان و به صورت جهانی از نتفلیکس پخش شد.

## بازیگران

### اصلی
- چوی جین-هیوک در نقش کانگ گی-بوم[۳]
- پارک سونگ وونگ در نقش هوانگ دوک-گو[۴]
- جو دونگ هیوک در نقش هان ته-وونگ[۵]
- جونگ هه-این در نقش سونگ می-نا
- کیم مین-سانگ در نقش چوی گون-چول[۶]
- پارک سون-هو در نقش لی گوانگ-چول
- هان جی-وان در نقش چوی یه-وون

### مکمل
- جانگ این-سوب در نقش بردلی
- جانگ سو-کیونگ در نقش سوزان
- پارک چونگ-سون در نقش دکتر اوه
- یو سانگ-هون در نقش مین دال-هو
- پارک جونگ-هاک در نقش گو یونگ-دوک
- کیم این-وو در نقش چوی-یونگ
- یو جی-یون در نقش جانگ می-جو
- جی ده-هان در نقش بونگ مان-چول
- کیم دا-هیون در نقش سول مین-جون[۷]
- لی سانگ-بو در نقش یانگ مون-بوک
- هان گی-یون در نقش کیم ده-شیک[۸]
- لی سو-ال در نقش کیم یو-جین[۹]
- دونگ هیون-به در نقش لی جه-هان[۱۰]